# Gerardo Valencia Cano

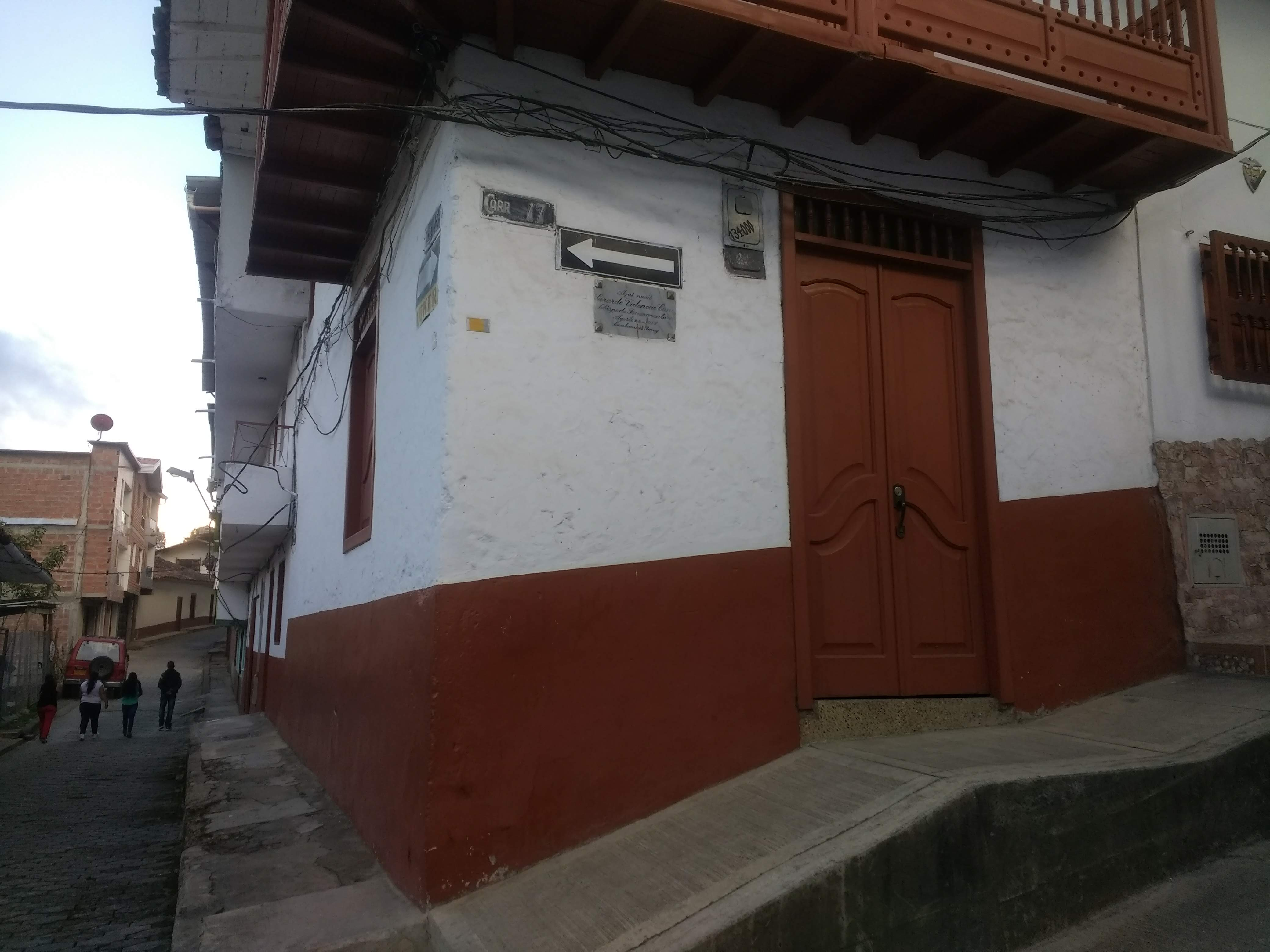
Casa natal de Gerardo Valencia en Santo Domingo

Gerardo Valencia Cano (Santo Domingo, Antioquia, 26 de agosto de 1917 -Ciudad Bolívar (Antioquia) 21 de enero de 1972) fue un sacerdote católico y obispo colombiano.

## Carrera eclesiástica
Se ordenó como sacerdote misionero en el Instituto de Misiones Extranjeras de Yarumal, el 29 de noviembre de 1942. En 1943 fue nombrado como profesor del Seminario de Misiones de Yarumal y luego realizó estudios en Bogotá. En 1949 fue nombrado Prefecto Apostólico del Vaupés, donde ejerció por más de tres años. El 24 de mayo de 1953 fue consagrado como vicario apostólico de Buenaventura, donde ejerció su ministerio episcopal hasta su muerte. Entre 1956 y 1959 fue además superior general de los Misioneros Javerianos de Yarumal.
Entre 1962 y 1965 participó en las deliberaciones del Concilio Ecuménico Vaticano II. En 1966 fue designado como presidente del Centro Antropológico Colombiano de Misiones, en revista Ethnia escribió habitualmente. Fue nombrado además presidente de la Comisión de Misiones del Congreso Eucarístico Internacional y como tal organizó el Primer Encuentro Continental de Misiones de América Latina en Melgar (Tolima) en el cual propuso el desarrollo de una pastoral para los afrolatinoamericanos.
En agosto de 1968 fue un activo participante de la II Conferencia General del Episcopado Latinoamericano, en Medellín. Allí expresó que:

"se impone un cambio de estructuras, pero no se debe acudir a la violencia armada y sangrienta que multiplica los problemas humanos, ni a la violencia pasiva inherente a las estructuras actuales que deben ser modificadas"

En diciembre de 1968 se convirtió en anfitrión del Segundo Encuentro del Grupo Sacerdotal Golconda, cuyo manifiesto suscribió y defendió.
Falleció el 21 de enero de 1972 en el Corregimiento Farallones, municipio de Ciudad Bolívar (Antioquia) al estrellarse el avión en que viajaba en el cerro San Nicolás, en los Farallones del Citará, entre Antioquia y Chocó. Los helicópteros oficiales sobrevolaron la zona, que fue considerada "inaccesible" y declarada desde el aire como camposanto, un sacerdote y un grupo de campesinos escalaron a pie la montaña y rescataron el cadáver del Obispo, después de lo cual las autoridades rescataron los demás cuerpos. Fue sepultado en la Catedral de Buenaventura (Valle del Cauca).

## Fundaciones
Como vicario de Buenaventura priorizó la educación popular y fundó la Escuela de Artes y Oficios San José (1956), hoy "Instituto Técnico Industrial Gerardo Valencia Cano"; el Orfanato San Vicente de Paúl (1959); la Normal Superior Juan Ladrilleros (1960); el Hogar Jesús Adolescente (1961, para niños de la calle); el Seminario San Buenaventura (1964); la Escuela de Artesanías del Pacífico (1966); la Normal Práctica Popular (1972) y el Instituto Matía Mulumba (1972) para el desarrollo de comunidades autosuficientes en el Pacífico.
Pensaba que la Universidad del Pacífico debía proponerse articular la región, que al estar dividida en cuatro departamentos no conseguía integrarse.